# Salernitana Sport 2000-2001
Questa pagina raccoglie i dati riguardanti la Salernitana Sport nelle competizioni ufficiali della stagione 2000-2001.

## Stagione
Oddo-Sonetti-Oddo: tre cambi di allenatore a campionato in corso, e alla fine della stagione 2000-2001 i granata si piazzeranno al 15º posto sebbene l'obiettivo stagionale fosse il ritorno in massima serie.
La scelta iniziale di Francesco Oddo deriva anche dal fatto che grazie a questo allenatore la squadra sfiorò di pochissimo la salvezza e la permanenza in Serie A nel 1999. La stagione comincia in modo assolutamente positivo, con i campani che in Coppa Italia raggiungono persino gli Ottavi di finale; tuttavia con l'inizio del campionato la squadra comincia a calare, e nemmeno l'arrivo di Sonetti prima e il ritorno di Oddo poi aiutano la Salernitana a giocare meglio. Alla fine ci sarà soltanto un quindicesimo posto, con 11 vittorie, 10 pareggi e 17 sconfitte.

## Divise e sponsor
La divisa 2000-2001 non possiede sponsor tecnico, mentre gli sponsor ufficiali per le prime due divise sono Compuprint e Tele+ mentre per la terza divisa lo sponsor è Exigo.
| Casa | Trasferta | Terza divisa |

## Organigramma societario
Fonte
Area direttiva
- Presidente: Aniello Aliberti
- Amministratore Delegato: Nanni Condo'
- Direttore Generale: Franco Del Mese
- Segretario: Diodato Abagnara

Area comunicazione
- Addetto Stampa: Massimo Iorio

Area tecnica
- Direttore sportivo: Giuseppe Pavone, dal 7/1/2001 Giuseppe Cannella
- Allenatore: Francesco Oddo, dal 13/12/2000 Nedo Sonetti, dal 26/03/2001 Francesco Oddo
- Allenatore in seconda: Carmine Picone, dal 13/12/2000 Luigino Vallongo, dal 26/03/2001 Carmine Picone
- Preparatore Portieri: Dario Marigo, dal 13/12/2000 Roberto Corti, dal 26/03/2001 Dario Marigo
- Preparatore Atletico: Eugenio Albarella

Area sanitaria
- Medico Sociale: Andrea D'Alessandro
- Massaggiatore: Donato Venutolo
- Magazziniere: Alfonso De Santo

## Rosa
Fonte
| N. |                           | Ruolo | Calciatore            |
| -- | ------------------------- | ----- | --------------------- |
| 1  | Italia (bandiera)         | P     | Salvatore Soviero     |
| 2  | Italia (bandiera)         | D     | Dražen Bolić          |
| 3  | Italia (bandiera)         | D     | Roberto Cardinale     |
| 4  | Italia (bandiera)         | C     | Damiano Moscardi      |
| 5  | Francia (bandiera)        | D     | Jean-Pierre Cyprien   |
| 5  | Italia (bandiera)         | D     | Giampaolo Parisi      |
| 6  | Italia (bandiera)         | D     | Luca Fusco (capitano) |
| 7  | Italia (bandiera)         | D     | Juri Tamburini        |
| 8  | Italia (bandiera)         | C     | Nicola Corrent        |
| 8  | Italia (bandiera)         | C     | Ivone De Franceschi   |
| 9  | Italia (bandiera)         | A     | Stefano Guidoni       |
| 9  | Argentina (bandiera)      | A     | Diego Quintero        |
| 10 | Italia (bandiera)         | A     | Fabio Vignaroli       |
| 11 | Italia (bandiera)         | C     | Gaetano Calà Campana  |
| 11 | Italia (bandiera)         | C     | Emiliano Bigica       |
| 12 | Italia (bandiera)         | P     | Raffaele Coscia       |
| 13 | Costa d'Avorio (bandiera) | D     | Marco André Zoro      |
| 14 | Senegal (bandiera)        | C     | N'Dyae Mohamed Saliou |
| 15 | Italia (bandiera)         | D     | Samuele Olivi         |
| 16 | Svizzera (bandiera)       | C     | Francesco Di Jorio    |
| 17 | Italia (bandiera)         | P     | Domenico Botticella   |
| 18 | Italia (bandiera)         | C     | Carmelo Avallone      |

| N. |                        | Ruolo | Calciatore             |
| -- | ---------------------- | ----- | ---------------------- |
| 19 | Italia (bandiera)      | C     | Giacomo Tedesco        |
| 19 | Italia (bandiera)      | D     | Alberto Mantelli       |
| 20 | Italia (bandiera)      | A     | Vincenzo Chianese      |
| 20 | Italia (bandiera)      | A     | Fabio De Luca          |
| 21 | Senegal (bandiera)     | C     | Pape Ousmane Senè      |
| 23 | Italia (bandiera)      | C     | Ighli Vannucchi        |
| 23 | Paesi Bassi (bandiera) | C     | Eli Louhenapessy       |
| 24 | Italia (bandiera)      | C     | Nicola Campedelli      |
| 26 | Italia (bandiera)      | D     | Francesco Pierri       |
| 27 | Brasile (bandiera)     | A     | Alfred de Jesus Santos |
| 28 | Italia (bandiera)      | D     | Marco Capezzuto        |
| 29 | Italia (bandiera)      | C     | Domenico Cristiano     |
| 30 | Italia (bandiera)      | D     | Aldo Firicano          |
| 31 | Italia (bandiera)      | C     | Guido Di Deo           |
| 32 | Italia (bandiera)      | C     | Paolo De Crescenzo     |
| 34 | Italia (bandiera)      | D     | Claudio Grimaudo       |
| 40 | Serbia (bandiera)      | D     | Aleksandar Kristić     |
| 77 | Italia (bandiera)      | C     | Giuliano Melosi        |
| 90 | Italia (bandiera)      | A     | David Di Michele       |
| 99 | Italia (bandiera)      | A     | Francesco Palmieri     |
| 25 | Italia (bandiera)      | P     | Matteo De Rosa         |

## Risultati

### Serie B

#### Girone di andata
| Arbitro: | Paparesta (Bari) |

|                |           |          |
| Pregnolato 53’ | Marcatori | 73’ Senè |

| Arbitro: | Ayroldi (Molfetta) |

|                              |           |                                        |
| Di Michele 48’, 90+1’ (rig.) | Marcatori | 21’ Flachi 56’ Vergassola 83’ Zivkovic |

| Arbitro: | De Santis (Tivoli) |

|            |           |  |
| Branca 15’ | Marcatori |  |

| Arbitro: | Farina (Novi Ligure) |

|                               |           |           |
| Campedelli 25’ Di Michele 39’ | Marcatori | 49’ Villa |

| Arbitro: | Pellegrino (Barcellona Pozzo di Gotto) |

|               |           |                              |
| Mutarelli 10’ | Marcatori | 57’ Cristiano 89’ Di Michele |

| Arbitro: | Pirrone (Messina) |

|                                        |           |  |
| Guidoni 33’ Vannucchi 63’ Moscardi 73’ | Marcatori |  |

| Arbitro: | Gabriele (Frosinone) |

|           |           |  |
| Pizzi 18’ | Marcatori |  |

| Terni 29 ottobre 2000, ore ? CET 8ª giornata | Ternana           | 0 – 0 referto | Salernitana | Stadio Libero Liberati (9714 spett.)\| Arbitro: \| Saccani (Mantova) \| |
| Arbitro:                                     | Saccani (Mantova) |               |             |                                                                         |

| Arbitro: | Pellegrino (Barcellona Pozzo di Gotto) |

|                                                |           |  |
| Vignaroli 5’ Chianese 51’ (rig.) Vannucchi 54’ | Marcatori |  |

| Arbitro: | Zaltron (Bassano del Grappa) |

|                                         |           |               |
| Parente 31’ Baggio 32’, 42’, 87’ (rig.) | Marcatori | 73’ Vannucchi |

| Arbitro: | P. Rossi (Ciampino) |

|  |           |            |
|  | Marcatori | 31’ Sotgia |

| Arbitro: | Tombolini (Ancona) |

|                |           |  |
| Zampagna 90+1’ | Marcatori |  |

| Arbitro: | Dondarini (Finale Emilia) |

|                |           |  |
| Di Michele 22’ | Marcatori |  |

| Arbitro: | Bertini (Arezzo) |

|                         |           |                            |
| Palladini 35’ Sullo 78’ | Marcatori | 62’ Di Michele 76’ Guidoni |

| Salerno 10 dicembre 2000, ore ? CET 15ª giornata | Salernitana          | 0 – 0 referto | Empoli | Stadio Arechi (10770 spett.)\| Arbitro: \| Gabriele (Frosinone) \| |
| Arbitro:                                         | Gabriele (Frosinone) |               |        |                                                                    |

| Arbitro: | Trefoloni (Siena) |

|  |           |              |
|  | Marcatori | 32’ Deflorio |

| Arbitro: | Pirrone (Messina) |

|                     |           |                |
| Caverzan 68’ (rig.) | Marcatori | 10’ Di Michele |

| Arbitro: | Cassarà (Palermo) |

|               |           |             |
| Di Michele 2’ | Marcatori | 61’ Corradi |

| Arbitro: | De Santis (Tivoli) |

|                        |           |  |
| Colombo 2’ Maspero 29’ | Marcatori |  |

#### Girone di ritorno
| Arbitro: | Pirrone (Messina) |

|                |           |  |
| Di Michele 24’ | Marcatori |  |

| Arbitro: | Bonfrisco (Monza) |

|                        |           |  |
| Luiso 55’ Lombardo 61’ | Marcatori |  |

| Arbitro: | Nucini (Bergamo) |

|                                    |           |  |
| Di Michele 45’ (rig.) Palmieri 69’ | Marcatori |  |

| Arbitro: | Pieri (Lucca) |

|          |           |                   |
| Buso 23’ | Marcatori | 30’ De Franceschi |

| Arbitro: | Ayroldi (Molfetta) |

|  |           |               |
|  | Marcatori | 12’ Francioso |

| Siena 4 marzo 2001, ore ? CET 25ª giornata | Siena             | 0 – 0 referto | Salernitana | Stadio Artemio Franchi (3989 spett.)\| Arbitro: \| Pirrone (Messina) \| |
| Arbitro:                                   | Pirrone (Messina) |               |             |                                                                         |

| Arbitro: | Bonfrisco (Monza) |

|  |           |            |
|  | Marcatori | 25’ Rocchi |

| Salerno 18 marzo 2001, ore ? CET 27ª giornata | Salernitana       | 0 – 0 referto | Ternana | Stadio Arechi (10833 spett.)\| Arbitro: \| Cassarà (Palermo) \| |
| Arbitro:                                      | Cassarà (Palermo) |               |         |                                                                 |

| Arbitro: | Soffritti (Ferrara) |

|                                   |           |            |
| Artico 19’, 50’ Caccia 28’ (rig.) | Marcatori | 59’ Melosi |

| Arbitro: | Trefoloni (Siena) |

|                                            |           |                                 |
| De Luca 14’, 46’ Campedelli 64’ Melosi 85’ | Marcatori | 66’ (rig.) Parente 68’ De Palma |

| Arbitro: | Serena (Bassano del Grappa) |

|                                  |           |  |
| Di Napoli 59’ (rig.) Maniero 83’ | Marcatori |  |

| Arbitro: | Gabriele (Frosinone) |

|  |           |             |
|  | Marcatori | 16’ Guidoni |

| Arbitro: | Castellani (Verona) |

|            |           |                |
| Baiano 38’ | Marcatori | 52’ Di Michele |

| Arbitro: | Bonfrisco (Monza) |

|                                       |           |                  |
| Olivi 21’ Di Michele 27’ Moscardi 79’ | Marcatori | 29’ F. Giampaolo |

| Arbitro: | Serena (Bassano del Grappa) |

|                                    |           |               |
| Bresciano 26’ Maccarone 78’ (rig.) | Marcatori | 75’ Vignaroli |

| Arbitro: | Pieri (Lucca) |

|  |           |                |
|  | Marcatori | 29’ Di Michele |

| Arbitro: | Pirrone (Messina) |

|                               |           |  |
| Di Michele 12’ Bolic 61’, 83’ | Marcatori |  |

| Arbitro: | Palmieri (Cosenza) |

|                          |           |  |
| De Cesare 71’ D'Anna 87’ | Marcatori |  |

| Arbitro: | Pieri (Lucca) |

|  |           |                           |
|  | Marcatori | 23’ Maspero 40’ Artistico |

### Coppa Italia

#### Girone di qualificazione
| Arbitro: | Ayroldi (Molfetta) |

|                                        |           |            |
| Di Michele 70’ (rig.) Gia. Tedesco 82’ | Marcatori | 67’ Mayélé |

| Arbitro: | Palmieri (Cosenza) |

|  |           |                |
|  | Marcatori | 37’ Di Michele |

| Arbitro: | Trefoloni (Siena) |

|              |           |  |
| Chianese 14’ | Marcatori |  |

#### Sedicesimi di finale
| Arbitro: | Rodomonti (Teramo) |

|              |           |  |
| Chianese 33’ | Marcatori |  |

| Arbitro: | Trentalange (Torino) |

|                       |           |             |
| Monaco 10’ Bucchi 65’ | Marcatori | 6’ Chianese |

#### Ottavi di finale
| Arbitro: | Pierluigi Collina (Viareggio) |

|  |           |                                                    |
|  | Marcatori | 4’, 10’, 35’ Nuno Gomes 38’ Mijatović 79’ M. Rossi |

| Arbitro: | Soffritti (Ferrara) |

|                                              |           |             |
| Mijatović 10’ Vanoli 48’ Chiesa 90+1’ (rig.) | Marcatori | 89’ Guidoni |

## Statistiche
Statistiche aggiornate al 10 giugno 2001.

### Statistiche di squadra
| Competizione | Punti | In casa | In casa | In casa | In casa | In casa | In casa | In trasferta | In trasferta | In trasferta | In trasferta | In trasferta | In trasferta | Totale | Totale | Totale | Totale | Totale | Totale | DR |
| Competizione | Punti | G       | V       | N       | P       | Gf      | Gs      | G            | V            | N            | P            | Gf           | Gs           | G      | V      | N      | P      | Gf     | Gs     | DR |
| ------------ | ----- | ------- | ------- | ------- | ------- | ------- | ------- | ------------ | ------------ | ------------ | ------------ | ------------ | ------------ | ------ | ------ | ------ | ------ | ------ | ------ | -- |
| Serie B      | 43    | 19      | 9       | 3       | 7       | 25      | 15      | 19           | 2            | 7            | 10           | 12           | 27           | 38     | 11     | 10     | 17     | 37     | 42     | -5 |
| Coppa Italia | 9     | 4       | 3       | 0       | 1       | 4       | 6       | 4            | 1            | 0            | 3            | 3            | 5            | 8      | 4      | 0      | 4      | 7      | 11     | -4 |
| Totale       | -     | 23      | 12      | 3       | 8       | 29      | 21      | 23           | 3            | 7            | 13           | 15           | 32           | 46     | 15     | 10     | 21     | 44     | 53     | -9 |

### Andamento in campionato
| Giornata  | 1  | 2  | 3  | 4  | 5  | 6 | 7 | 8  | 9 | 10 | 11 | 12 | 13 | 14 | 15 | 16 | 17 | 18 | 19 | 20 | 21 | 22 | 23 | 24 | 25 | 26 | 27 | 28 | 29 | 30 | 31 | 32 | 33 | 34 | 35 | 36 | 37 | 38 |
| --------- | -- | -- | -- | -- | -- | - | - | -- | - | -- | -- | -- | -- | -- | -- | -- | -- | -- | -- | -- | -- | -- | -- | -- | -- | -- | -- | -- | -- | -- | -- | -- | -- | -- | -- | -- | -- | -- |
| Luogo     | T  | C  | T  | C  | T  | C | T | T  | C | T  | C  | T  | C  | T  | C  | C  | T  | C  | T  | C  | T  | C  | T  | C  | T  | C  | C  | T  | C  | T  | C  | T  | C  | T  | T  | C  | T  | C  |
| Risultato | N  | P  | P  | V  | V  | V | P | N  | V | P  | P  | P  | V  | N  | N  | P  | N  | N  | P  | V  | P  | V  | N  | P  | N  | P  | N  | P  | V  | P  | P  | N  | V  | P  | V  | V  | P  | P  |
| Posizione | 10 | 14 | 17 | 13 | 12 | 7 | 9 | 10 | 6 | 10 | 12 | 14 | 12 | 12 | 13 | 13 | 13 | 13 | 14 | 13 | 14 | 13 | 14 | 14 | 14 | 14 | 14 | 15 | 13 | 13 | 16 | 16 | 15 | 15 | 14 | 13 | 15 | 15 |

Fonte:  Serie B - Classifiche , su calciometro.it.
Legenda:

Luogo: C = Casa; T = Trasferta. Risultato: V = Vittoria; N = Pareggio; P = Sconfitta.

### Statistiche dei giocatori
Sono in corsivo i calciatori che hanno lasciato la società a stagione in corso.
| Giocatore        | Serie B  | Serie B | Serie B     | Serie B    | Coppa Italia | Coppa Italia | Coppa Italia | Coppa Italia | Totale   | Totale | Totale      | Totale     |
| Giocatore        | Presenze | Reti    | Ammonizioni | Espulsioni | Presenze     | Reti         | Ammonizioni  | Espulsioni   | Presenze | Reti   | Ammonizioni | Espulsioni |
| ---------------- | -------- | ------- | ----------- | ---------- | ------------ | ------------ | ------------ | ------------ | -------- | ------ | ----------- | ---------- |
| C. Avallone      | 3        | 0       | ?           | ?          | ?            | ?            | ?            | ?            | 3+       | 0+     | ?           | ?          |
| E. Bigica        | 11       | 0       | ?           | ?          | ?            | ?            | ?            | ?            | 11+      | 0+     | ?           | ?          |
| D. Bolic         | 28       | 2       | ?           | ?          | ?            | ?            | ?            | ?            | 28+      | 2+     | ?           | ?          |
| D. Botticella    | 4        | -4      | ?           | ?          | ?            | -?           | ?            | ?            | 4+       | -4+    | ?           | ?          |
| N. Campedelli    | 33       | 2       | ?           | ?          | ?            | ?            | ?            | ?            | 33+      | 2+     | ?           | ?          |
| M. Capezzuto     | 4        | 0       | ?           | ?          | ?            | ?            | ?            | ?            | 4+       | 0+     | ?           | ?          |
| R. Cardinale     | 24       | 0       | ?           | ?          | ?            | ?            | ?            | ?            | 24+      | 0+     | ?           | ?          |
| V. Chianese      | 12       | 1       | ?           | ?          | ?            | 3            | ?            | ?            | 12+      | 4      | ?           | ?          |
| R. Coscia        | 0        | -0      | ?           | ?          | ?            | -?           | ?            | ?            | 0+       | -0+    | ?           | ?          |
| N. Corrent       | 13       | 0       | ?           | ?          | ?            | ?            | ?            | ?            | 13+      | 0+     | ?           | ?          |
| D. Cristiano     | 20       | 1       | ?           | ?          | ?            | ?            | ?            | ?            | 20+      | 1+     | ?           | ?          |
| J. Cyprien       | 0        | 0       | 0           | 0          | ?            | ?            | ?            | ?            | 0+       | 0+     | 0+          | 0+         |
| F. De Luca       | 8        | 2       | ?           | ?          | ?            | ?            | ?            | ?            | 8+       | 2+     | ?           | ?          |
| G. Di Deo        | 5        | 0       | ?           | ?          | ?            | ?            | ?            | ?            | 5+       | 0+     | ?           | ?          |
| F. Di Jorio      | 5        | 0       | ?           | ?          | ?            | ?            | ?            | ?            | 5+       | 0+     | ?           | ?          |
| D. Di Michele    | 30       | 14      | ?           | ?          | ?            | 2            | ?            | ?            | 30+      | 16     | ?           | ?          |
| I. De Franceschi | 10       | 1       | ?           | ?          | ?            | ?            | ?            | ?            | 10+      | 1+     | ?           | ?          |
| A. Firicano      | 16       | 0       | ?           | ?          | ?            | ?            | ?            | ?            | 16+      | 0+     | ?           | ?          |
| L. Fusco         | 23       | 0       | ?           | ?          | ?            | ?            | ?            | ?            | 23+      | 0+     | ?           | ?          |
| S. Guidoni       | 18       | 2       | ?           | ?          | ?            | 1            | ?            | ?            | 18+      | 3      | ?           | ?          |
| K. Koffi         | 0        | 0       | 0           | 0          | ?            | ?            | ?            | ?            | 0+       | 0+     | 0+          | 0+         |
| A. Kristic       | 0        | 0       | 0           | 0          | ?            | ?            | ?            | ?            | 0+       | 0+     | 0+          | 0+         |
| E. Louhenapessy  | 5        | 0       | ?           | ?          | ?            | ?            | ?            | ?            | 5+       | 0+     | ?           | ?          |
| A. Mantelli      | 22       | 0       | ?           | ?          | ?            | ?            | ?            | ?            | 22+      | 0+     | ?           | ?          |
| G. Melosi        | 17       | 2       | ?           | ?          | ?            | ?            | ?            | ?            | 17+      | 2+     | ?           | ?          |
| D. Moscardi      | 33       | 2       | ?           | ?          | ?            | ?            | ?            | ?            | 33+      | 2+     | ?           | ?          |
| S. Olivi         | 26       | 1       | ?           | ?          | ?            | ?            | ?            | ?            | 26+      | 1+     | ?           | ?          |
| F. Palmieri      | 13       | 1       | ?           | ?          | ?            | ?            | ?            | ?            | 13+      | 1+     | ?           | ?          |
| G. Parisi        | 2        | 0       | ?           | ?          | ?            | ?            | ?            | ?            | 2+       | 0+     | ?           | ?          |
| F. Pierri        | 0        | 0       | 0           | 0          | ?            | ?            | ?            | ?            | 0+       | 0+     | 0+          | 0+         |
| G. Pisani        | 1        | 0       | ?           | ?          | ?            | ?            | ?            | ?            | 1+       | 0+     | ?           | ?          |
| D. Quintero      | 4        | 0       | ?           | ?          | ?            | ?            | ?            | ?            | 4+       | 0+     | ?           | ?          |
| M. Saliou        | 1        | 0       | ?           | ?          | ?            | ?            | ?            | ?            | 1+       | 0+     | ?           | ?          |
| A. Santos        | 3        | 0       | ?           | ?          | ?            | ?            | ?            | ?            | 3+       | 0+     | ?           | ?          |
| P. Senè          | 2        | 1       | ?           | ?          | ?            | ?            | ?            | ?            | 2+       | 1+     | ?           | ?          |
| S. Soviero       | 37       | -38     | ?           | ?          | ?            | -?           | ?            | ?            | 37+      | -38+   | ?           | ?          |
| J. Tamburini     | 32       | 0       | ?           | ?          | ?            | ?            | ?            | ?            | 32+      | 0+     | ?           | ?          |
| G. Tedesco       | 2        | 0       | ?           | ?          | ?            | 1            | ?            | ?            | 2+       | 1      | ?           | ?          |
| I. Vannucchi     | 15       | 3       | ?           | ?          | ?            | ?            | ?            | ?            | 15+      | 3+     | ?           | ?          |
| F. Vignaroli     | 27       | 2       | ?           | ?          | ?            | ?            | ?            | ?            | 27+      | 2+     | ?           | ?          |
| M. Zoro          | 13       | 0       | ?           | ?          | ?            | ?            | ?            | ?            | 13+      | 0+     | ?           | ?          |

## Giovanili

### Organigramma
Fonte
- Responsabile Settore Giovanile: Enrico Coscia
- Segretario Settore Giovanile: Vincenzo D'Ambrosio
- Allenatori Primavera: Cosimo Di Tolla e Nicola Provenza

### Piazzamenti
- Primavera:
  - Campionato: ?
  - Coppa Italia: ?
  - Torneo di Viareggio: Quarti di finale